# Next Generation Network
Next Generation Network (NGN), auch Next Generation Access Network (NGA-Netz), bezeichnet in der Telekommunikation die Netzwerktechnologie, welche traditionelle leitungsvermittelnde Telekommunikationsnetze wie Telefonnetze, Kabelfernsehnetze, Mobilfunknetze usw. durch eine einheitliche paketvermittelnde Netzinfrastruktur und -architektur ersetzt und zu den älteren Telekommunikationsnetzen kompatibel ist. Die Bezeichnung NGN/NGA wird auch (stark vereinfachend) als Schlagwort für die derzeit erfolgende Umstellung der bestehenden Telekommunikationsnetze auf Internet-Protokoll-Technologie (IP) benutzt, da dies die vorherrschende Wahl zur Implementierung von paketvermittelnden Netzen ist.
Der Vorteil ist die Konvergenz. Dabei ist eines der wesentlichen Merkmale von NGN, dass unterschiedliche Netzfunktionen wie Transport, Dienst und die Kontrollfunktion (zum Beispiel Signalisierung) auf unterschiedlichen (logischen) Netzebenen realisiert werden.
Kritiker sehen in NGNs eine Gefährdung der Netzneutralität, insbesondere auf die geplante Einführung der definierten Ende-zu-Ende-Dienstgüte (QoS) und die damit verbundene Möglichkeit, Datenströme gezielt „auszubremsen“ oder sogar auszusperren, wird dabei hingewiesen.

## Hintergrund

### Motivation
Durch den steigenden Kostendruck im Telekommunikationsmarkt und den Preisverfall bei Sprachdiensten sehen sich die Diensteanbieter und Netzbetreiber gezwungen, neue Ansätze zum wirtschaftlichen und effizienten Angebot von Telekommunikationsdiensten und Betrieb von Telekommunikationsnetzen zu suchen. Bisher wurde der Telekommunikationsmarkt von traditionellen Telefonieanbietern dominiert. Es ist aber eine zunehmende Konvergenz der Dienste und Netze zu beobachten. Damit drängen auch klassische Portalanbieter wie zum Beispiel Google, Yahoo, MSN oder auch Kabelnetzbetreiber auf diesen Markt. Das zunehmende Angebot von Telefondiensten mittels IP-Telefonie (VoIP) ist nur ein Beispiel. Im Zuge dieser Konvergenz nimmt im Endkundenumsatz der Wertbeitrag der Netzbereitstellung zu Gunsten des Dienstleistungsangebots ab; die Wertschöpfungsketten des Telekommunikationsmarktes verändern sich. Die etablierten Netzbetreiber sehen sich daher gezwungen, Kosteneinsparpotentiale zu suchen und ihre Geschäftsmodelle zu überdenken. Aufgrund der Konvergenz der vier Branchen Telekommunikation, Information, Medien und Entertainment hat sich als zusammenfassende Bezeichnung das Akronym TIME etabliert.
Die traditionelle Telekommunikations-Infrastruktur ist heterogen aufgebaut. Festnetztelefonie und Datenübertragung werden mit unterschiedlicher Technik realisiert. Es bestehen unmittelbare Abhängigkeiten zwischen Diensten und der verwendeten Technik, wodurch die Einführung neuer Dienste durch Anpassungen der Hardware ein sehr kostspieliger und langwieriger Prozess ist. Eine einheitliche Netzinfrastruktur, die als Plattform für das Angebot sämtlicher Dienste genutzt werden kann, würde Kosten und Zeit sparen. Zusätzlich bietet die Beschränkung auf nur eine Systemtechnik ein großes Einsparpotential in Bezug auf die Kosten für Wartung, Umbau und Beschaffung sowie die Verringerung der Technikstandorte und -flächen. Als grundsätzliche Möglichkeit wird die Umstellung der bisherigen leitungsvermittelnden Netze auf paketvermittelnde Netze unter Nutzung des Internet-Protokolls gesehen.
Es ist auch zu beachten, dass eine Umstellung der Infrastruktur auf Paketvermittlung nicht schlagartig erfolgen kann, sondern dass die bestehenden Telefonnetze und Netzzugänge mit entsprechenden angeschalteten Endgeräten über einen längeren Zeitraum parallel zu den neuen Netzstrukturen betrieben werden müssen. Ein störungsfreier Migrationsprozess muss also gewährleistet sein. Die neue Netzinfrastruktur muss daher eine PSTN/ISDN-Simulation bzw. -Emulation ermöglichen.
Vor diesem Hintergrund wird die Notwendigkeit gesehen, eine umfassende Netzarchitektur zu entwickeln, die Kontrollmechanismen bereitstellt, mit deren Hilfe die Netzressourcen entsprechend den Anforderungen der Dienste und der Anzahl der Nutzer sinnvoll gesteuert und verwaltet werden können. Das Ziel der NGN-Entwicklung ist, diesen Anforderungen gerecht zu werden.

### Historische Entwicklung
Die ersten NGN-Spezifikationen für den europäischen Raum erfolgten im ETSI Project TIPHON (Telecommunications and Internet Protocol Harmonization Over Networks). Durch die Zusammenlegung dieses Projekts mit dem ETSI TC SPAN (Technical Committee Services and Protocols for Advanced Networks) wurde dann das ETSI TC TISPAN (Telecoms & Internet converged Services & Protocols for Advanced Networks) gegründet, das bis heute die Bearbeitung von Standards für NGN innerhalb von ETSI betreut.
Die Arbeiten in ETSI TC TISPAN erfolgen vor dem Hintergrund der Erstellung von Konzepten für die Migration von PSTN/ISDN hin zu paketvermittelnden Netzen. Es wurde ein NGN spezifiziert, das PSTN und ISDN anschalten und ersetzen kann. Dabei werden alle Systemkomponenten bereitgestellt, um insbesondere Sprachübermittlungsdienste in einem NGN zu realisieren. Es werden Protokolle und Mechanismen von den TISPAN-Arbeitsgruppen spezifiziert, um den Netzbetreibern zu helfen, Migrationstrategien zu entwickeln, um auf standardisierte Komponenten zurückgreifen zu können.
Zusätzlich existiert noch das 3rd Generation Partnership Project (3GPP), das ein NGN aus UMTS heraus entwickelt und damit von den Mobilfunkbetreibern vorangebracht wird. 3GPP hat die Kernspezifikation von IP Multimedia Subsystem (IMS) basierend auf IP-Technologie erarbeitet. Beide Gruppen, ETSI TC TISPAN und 3GPP, streben eine Implementierung von NGN auf Grundlage von IMS an. Dabei arbeiten ETSI TISPAN und 3GPP eng zusammen, um ein Auseinanderlaufen der IMS-Spezifikationen zu vermeiden.
Innerhalb der ITU begannen parallel vergleichbare Arbeiten 1995 mit dem Project Global Information Infrastructures (GII), die dann in die Spezifikation des ITU-T-NGN mündeten. Der ITU-T-Ansatz ist ein übergreifendes Modell zum langfristigen und vollständigen Ersatz leitungsvermittelnder durch paketvermittelnde Netze mit dem Schwerpunkt auf der Definition der grundlegenden Funktionen und Architektur, während die Arbeiten bei ETSI ihren Schwerpunkt mehr in der Ausarbeitung praktischer Implementationen haben. ETSI TISPAN versucht, über einen engen Austausch mit ITU-T die Vereinbarkeit von ITU-T und eigenem Ansatz zu gewährleisten.

## Definition und Spezifikation

### Definition der ITU
Die ITU-T definiert ein NGN in der ITU-T-Empfehlung Y.2001 wie folgt (Übersetzung aus dem Englischen):

„Ein Netz der nächsten Generation (NGN) ist ein paketvermittelndes Telekommunikationsnetz, das Telekommunikationsdienste bereitstellt, viele breitbandige, dienstgüteklassenfähige Transporttechnologien nutzt und bei dem dienstbezogene Funktionen unabhängig von der genutzten Transporttechnologie sind. Es bietet den Nutzern uneingeschränkten Zugang zu Netzen, zu konkurrierenden Dienstanbietern und/oder Diensten ihrer Wahl. Es unterstützt die allgemeine Mobilität, die eine beständige und allgegenwärtige Bereitstellung von Diensten für die Nutzer ermöglicht.“

Der Begriff der allgemeinen Mobilität spielt beim NGN eine grundlegende Rolle und wird in der ITU-T-Empfehlung Y.2001 daher noch genauer definiert (Übersetzung aus dem Englischen):

„Die Fähigkeit der Nutzer oder anderer mobiler Einrichtungen zu kommunizieren und Zugang zu Telekommunikationsdiensten zu erhalten, unabhängig von der Veränderung ihres Standortes oder der technischen Umgebung. Der Grad der Dienstverfügbarkeit kann von verschiedenen Faktoren abhängen, dies schließt die Eigenschaften des Zugangsnetzes, die Leistungsverträge zwischen dem ‚Heim-Netzbetreiber‘ des Nutzers und denen des besuchten ‚Netzbetreibers‘ (sofern anwendbar) usw. ein. Mobilität beinhaltet die Möglichkeit der Telekommunikation mit oder ohne Aufrechterhaltung der Dienste (service continuity).“

Des Weiteren listet die ITU-T-Empfehlung Y.2001 die folgenden vierzehn grundlegenden Merkmale auf, die erfüllt sein müssen, damit ein Telekommunikationsnetz als NGN angesehen werden kann:
1. Paketübertragung
2. Aufteilung der Steuerfunktionen in Übermittlungseigenschaften, Ruf/Verbindung und Anwendung/Dienst
3. Abkopplung des Dienstangebots vom Netz und Bereitstellung von offenen Schnittstellen
4. Unterstützung eines großen Spektrums von Diensten, Anwendungen und Mechanismen auf der Grundlage von Dienste-Bausteinen (Dienste-Modulen) (einschließlich Echtzeit/Streaming/Nicht-Echtzeit-Dienste und Multimedia)
5. Breitband-Fähigkeiten mit durchgehender Dienstgüte und Transparenz
6. Zusammenarbeit mit vorhandenen Netzen über offene Schnittstellen
7. Generelle Mobilität
8. Uneingeschränkter Zugang der Nutzer zu verschiedenen Diensteanbietern
9. Vielzahl von Identifikationsschemata
10. Einheitliche Dienstmerkmale für den gleichen Dienst aus der Sicht des Nutzers
11. Konvergenz von Diensten zwischen fest/mobil
12. Unabhängigkeit von dienstbezogenen Funktionen von den zugrunde liegenden Beförderungstechnologien
13. Unterstützung unterschiedlicher Last-Mile-Technologien
14. Erfüllung aller regulatorischen Anforderungen, zum Beispiel Notfallkommunikation sowie Sicherheit/Vertraulichkeit usw.

### Das Konzept der ETSI Arbeitsgruppe TIPHON
Diese ETSI-Arbeitsgruppe wurde 1997 gegründet und ist mittlerweile zugunsten der ETSI AG TISPAN eingestellt worden. Das Konzept besteht im Wesentlichen aus folgenden Komponenten:
- Media Gateways, welche die einzelnen Netze physikalisch verbinden und für die Übertragung von Informationen sorgen – einschließlich dabei notwendiger Format- und Datenkonvertierung, und
- Softswitches, welche die Media Gateways steuern und zum Beispiel Verbindungen über alle Netzgrenzen hinweg auf- und abbauen.

Neue Dienste in einem NGN werden auch als NGS (Next Generation Services) bezeichnet. Erbracht werden diese Services von der sogenannten Service Delivery Platform (SDP).

### Das IMS der 3GPP
IMS wird im europäischen Raum vom 3GPP, ein Zusammenschluss von Betreibern und Herstellern im Bereich des Mobilfunks, entwickelt. Mit Release 5 seiner „Technical Recommendations (TR)“ wird ein „all IP“ Konzept eingeführt.
Das Konzept umfasst drei Schichten, das „Transport Layer“ des ITU Ansatzes wird dabei in „Transport Layer“ und „IMS Layer“ gesplittet. Die Funktionalität verteilt sich wie folgt:
- Die Transportschicht umfasst die Gateways und bindet die Zugangsnetze ein
- Die IMS-Schicht umfasst die „Call-Control“-Funktion (CSCF), sowie Kontrollfunktionen für die Gateways
- die Serviceschicht enthält das HSS (Datenbank) und AS (Application Server)

Eine detaillierte Beschreibung und Quellen befindet sich in IP Multimedia Subsystem.

### Das Konzept der ETSI Arbeitsgruppe TISPAN
Das ETSI TISPAN NGN ist in Release 2 spezifiziert. Dieses Konzept nimmt IMS zum Ausgangspunkt („Core IMS“) und integriert nicht mobilfunkspezifische Zugangsformen. Genannt werden insbesondere:
- „Fixed Access“ (SIP und klassische Telefonie)
- „Cable Access“ (Zugriff aus Kabelfernsehnetzen)
- „Mobile Access“ (Mobilfunk)
- „Broadband Wireless Access“ (WLAN, WiMAX)

In der ETSI Spezifikation ES 282 001 wird die grundlegende Architektur definiert.
ETSI unterscheidet zwischen zwei funktionalen Gruppen:
- Transportschicht (Transport Stratum)
- Serviceschicht (Service Stratum)

Die Applikationen werden hier zur Serviceschicht gezählt. Es wird von (logischen) Funktionen gesprochen, das Wie deren technischer Realisierung ist kein Gegenstand der Spezifikationen. Die Begriffe haben nichts mit den ähnlich lautenden der OSI-Modells zu tun.

#### Transportschicht
Die Transportschicht umfasst die „Transport processing functions“, das „Network Attachment Subsystem“ (NASS) und das Resource and Admission Control Subsystem (RACS). Die Transport processing functions (in Release 1 Transfer functions genannt) binden das NGN-System an die zu bedienenden Netze an. Hierzu gehören auch Signalisierungs- und Mediagateways. Das NASS und das RACS enthalten die Kontrollfunktionen und Dienste der Transportschicht. Dazu gehören insbesondere die IP-Adressverwaltung, IP-basierte Zugangskontrolle (beide NASS), Resourceverwaltung und NAT-Unterstützung (beide RACS).

#### Serviceschicht
Das „Core“ IP Multimedia Subsystem (IMS) ist die zentrale Komponente der NGN-Architektur. Es realisiert einen SIP IMS-Switch zur Kontrolle aller SIP-Multimediadienste. Es unterstützt das IMS based PSTN/ISDN Emulationssystem.
Das PSTN/ISDN Emulation subsystem (PES) ermöglicht es POTS- oder ISDN-Dienste zu emulieren, und somit Endgeräte der klassischen Telefonie an das NGN anzuschließen. Das PES unterscheidet zwei Ansätze: den Softswitch basierenden Ansatz und den auf dem IMS basierenden Ansatz.
Das The IPTV Subsystem spezifiziert die Integration von IPTV und ähnliche Dienste in das NGN.
Die Common components sind eine Reihe von Funktionen, die von den oben genannten Funktionen der Serviceschicht gemeinsam genutzt werden. Dazu gehören insbesondere Schnittstellen zum Datenbankzugriff (User Profile Server Function und Subscription Locator Function) und zum Zugriff auf die Applikationen (Application Server Function (ASF))
Für die Application Server Function (ASF) werden drei Schnittstellen definiert:
- SIP Application Servers (SIP AS) zur Anbindung von Applikationen, die das SIP beherrschen
- the IM-SSF Application Server zur Anbindung an IN-Applikationen mit CAMEL oder ETSI Core INAP Schnittstellen
- OSA SCS Application Server zur Anbindung an IN-Applikationen mit OSA/Parlay Schnittstellen

ETSI TISPAN spezifiziert zurzeit keine Applikationen. Beispiele für Applikationen werden in der Literatur genannt.

## Ende-zu-Ende-Dienstegüte
Ein generelles Problem entsteht durch die gleichzeitige Verwendung desselben Netzes für die Übertragung von Sprache und Daten. Durch einen erhöhten Datenverkehr würde sich die Latenz der Sprachübermittlung vergrößern, was von den Gesprächspartnern als störend empfunden wird. Die an der Definition des NGN-Konzeptes beteiligten Organisationen sehen hier Maßnahmen zur Erreichung der „Breitbandfähigkeit mit definierter Ende-zu-Ende-Dienstegüte (QoS)“ als notwendig an, die die mit dem Festnetz vergleichbare „First-Line-Qualität“ erreichen soll. Diese ist unter anderem in Internetforen immer wieder Gegenstand von Diskussionen, da das für das Internet typische OSI-Modell für den Datentransport ein komplexeres System aus unterschiedlichen Hard- und Softwarekomponenten erfordert als die ISDN-basierte Analog- oder Digitaltechnik im herkömmlichen Festnetz.

## Leistungsbedarf für den Endnutzer
Bei der Verwendung eines Modems mit Router für ein Next Generation Network (NGN) und eingebautem Analog-Telefonadapter kann eine erhebliche elektrische Leistung anfallen. Als Beispiel sollen die durch Arcor vertriebenen Modems (Residential Gateways (RGW)) des Herstellers Standard Microsystems Corporation (SMC) dienen: Gemäß Typenschild ist der Typ A400 mit 15 Watt, der Typ A401 als auch A601 mit je 18 Watt Leistungsbedarf angegeben. Bei POTS- und ISDN-Anschlüssen, die beim Netzbetreiber an einem Access Gateway (AGW) angeschlossen sind, besteht dagegen für den Endbenutzer kein vom klassischen Telefonanschluss abweichender Leistungsbedarf.

### Betriebskosten
Wegen des für den Telefonadapter notwendigen ununterbrochenen Betriebs ergeben sich exemplarisch als Verbräuche und Kosten für Router von Arcor / Vodafone
- A400 mit 15 Watt Anschlussleistung: 131,4 kWh/a; mit 0,28 €/kWh[15] entstehen 36,79 €/a Betriebskosten
- A401, A601 mit 18 Watt Anschlussleistung: 157,7 kWh/a; mit 0,28 €/kWh entstehen 44,16 €/a Betriebskosten.

## Notrufe und Notstromversorgung
NGN-Anschlüsse besitzen sogenannte First-Line-Qualität, eine mit dem herkömmlichen Festnetz vergleichbare Zuverlässigkeit. Ein Problem bleibt die Stromversorgung der Telefone bei Ausfall oder Störung des öffentlichen Stromnetzes. Diese ist im Gegensatz zum analogen Festnetz- oder ISDN-Anschluss bei Voice over IP nicht gegeben. Notrufe sind ansonsten uneingeschränkt möglich. Darüber hinaus erlaubt diese Konfigurationen bei Voice over Cable (VoC) keine leitungstechnische Not- bzw. Fernspeisung, da das CMTS diese Standardfunktion der klassischen Vermittlungsstelle im DSL-Bereich nicht bietet. Darüber hinaus ist bei einem Notruf die Ortung des Anrufers und die Übertragung der Ortsinformation an die Einsatzleitstelle möglich. Alle NGN-Anschlüsse entsprechen damit den Vorgaben des deutschen Telekommunikationsgesetzes. Unabhängig von der verwendeten Technologie werden bei netzseitigen Engpässen weiterhin Notrufe zulasten anderer Telefongespräche priorisiert.
Telefonieren bei Stromausfall ist problematisch. Zwar sind die Netzanbieter verpflichtet, Notstromversorgung sicherzustellen, jedoch gilt dies nur für die eigene Netzinfrastruktur. Durch den Wegfall des analogen Inband-Sprachkanals zugunsten erhöhter Datenraten bei einem DSL-Komplettanschluss lässt sich – im Gegensatz zu analogen Telefonen oder ISDN – kein herkömmliches Telefon mit netzseitigem Notstrom mehr betreiben. Eine Petition, die 2016 den Deutschen Bundestag aufforderte, als Gesetzgeber die Netzbetreiber zu verpflichten, Notstromversorgung bis zum Endgerät des Kunden bereitzustellen, ist ohne Wirkung geblieben. Während analoge Anschlüsse, die im Hintergrund ebenfalls auf IP-Lösungen migriert werden, bei Stromausfall mehrere Stunden netzseitig mit Notstrom versorgt werden, sind Anwender von NGN-Anschlüssen auf eigenen Notstrom angewiesen, beispielsweise auf eine Steckerleiste mit Notstromsystem, einer USV, oder die Verwendung eines Mobiltelefons. In beiden Fällen ist der Betrieb durch die Akkuleistung begrenzt. Bei großflächigem Stromausfall ist beim Mobilfunk mit etwa zwei Stunden Notstrom zu rechnen, allerdings werden kleinere Basisstationen, die lediglich der Optimierung der Netzabdeckung dienen, sofort heruntergefahren. Hausnotrufsysteme beinhalten eine Basisstation mit Notstromversorgung und ein „GSM-Fallback“, wodurch im Notfall Mobilfunk als alternativer Kommunikationsweg dient.
Unabhängig von der verwendeten Netztechnologie muss berücksichtigt werden, dass auch die meisten Endgeräte, wie schnurlose DECT-Endgeräte, nicht ohne externe Stromquelle funktionieren und ebenfalls auf Notstrom angewiesen sind.

## Kritik
Kritiker bemängeln, dass bei NGN-Anbietern der Telefonservice erneut fest an den Breitbandanschluss gekoppelt ist und dadurch VoIP-Anbieter, die ihre Produkte im bisherigen netzneutralen Internet entwickelt haben, von den neuen Netzen ausgeschlossen werden. Zusätzlich werden Kunden weitgehend zur Nutzung der NGN-Telefonie gezwungen, da die Betreiber-Hardware teilweise nicht ermöglicht, die angeschlossenen Telefone mit einem anderen VoIP-Provider zu nutzen.
Ein wesentlicher Vorteil von Voice over IP ist die ortsunabhängige Nutzung. So sind VoIP-Kunden auf Reisen an jedem Breitbandanschluss weltweit per Telefon-Software oder VoIP-fähigem Handy unter ihrer Ortsrufnummer erreichbar. Da der Anschluss in Deutschland registriert ist, fällt für Telefonate in die Heimat nur der deutsche Tarif an. Next Generation Network verzichtet auf diesen Komfort und schließt die nomadische Nutzung aus.
Aufgrund des offenen Standards werden das von VoIP-Providern verwendete SIP-Protokoll und dessen Möglichkeiten weltweit weiterentwickelt. Davon profitiert auch die Audioqualität. So erlauben Wideband-Codecs inzwischen eine Sprachgüte auf Hifi-Niveau. Der Einsatz steht jedem Kunden der alternativen Anbieter offen. NGN-Nutzer können dagegen ausschließlich auf die Betreiber-Technik zugreifen und telefonieren deshalb weiterhin in Festnetz-Qualität.
Beim Ausfall der Stromversorgung erfolgt im Gegensatz zu herkömmlichen Telefonanschlüssen keine Notstromversorgung (vgl. #Notrufe und Notstromversorgung).